# New York Five

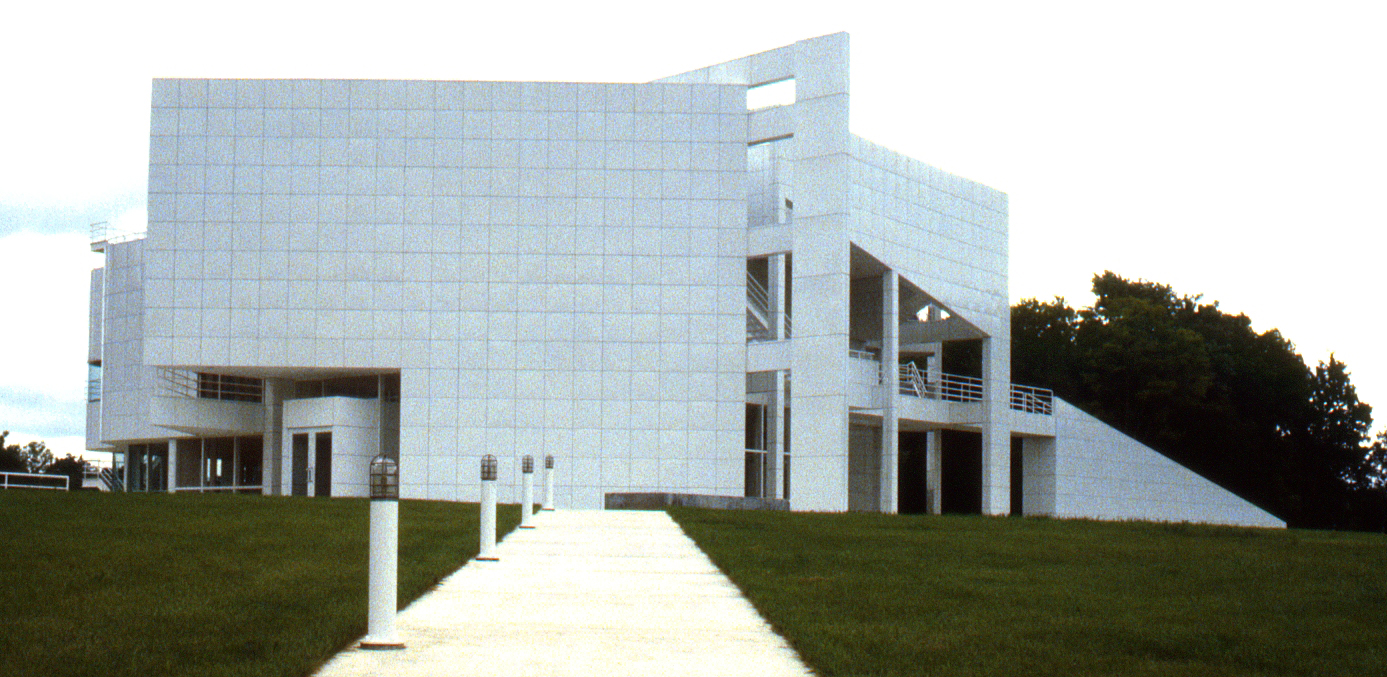
Richard Meier: The Atheneum in New Harmony, Indiana, 1975–79

Die New York Five sind eine Gruppe von fünf New Yorker Architekten, deren Werk 1969 Gegenstand einer Zusammenkunft der CASE (Conference of Architects for the Study of the Environment) und einer korrespondierenden Ausstellung im Museum of Modern Art (MoMA) in New York war. Die Gruppe besteht aus den Architekten Peter Eisenman, Michael Graves, Charles Gwathmey, John Hejduk und Richard Meier. Nach dem Titel der Begleitpublikation wurden sie „Five Architects“ oder auch „The New York Five“, von der Presse in Anspielung auf die weißen Fassaden ihrer Bauten schlicht „The Whites“ genannt.
Die Architekten verstanden ihre Entwürfe als Kritik an der Architektur der 1960er Jahre und orientierten sich an den Werken Le Corbusiers aus den 1920er und 1930er Jahren und an De Stijl, aber auch am italienischen Rationalismus, etwa Giuseppe Terragni.
Die Gruppe war ein informelles Netzwerk, die Mitglieder betrieben weiterhin unabhängig ihre Architekturbüros.